# 维耶科斯拉夫·科贝什恰克
维耶科斯拉夫·科贝什恰克（1974年1月20日—），克罗地亚男子水球运动员。他曾代表克罗地亚国家队参加1996年、2000年和2004年夏季奥林匹克运动会水球比赛，获得一枚银牌。